# Anne Bonnet
Anne Bonnet (Brussel 16 mei 1908 - Brussel 14 november 1960) was een Belgische kunstschilderes die aanvankelijk in een animistische stijl schilderde. Na 1950 ontwikkelde ze een eigen vorm van abstracte schilderkunst. Ze was medeoprichtster van kunstenaarsvereniging La Jeune Peinture Belge en was lid van Kunst van Heden.

## Leven en werk
Zij werd geboren als Anna José Fanny Marie Louise Thonet en was de dochter van een handelsvertegenwoordiger in juwelen, afkomstig uit Luik, die nadien een eigen juwelenzaak begon. Hij stierf in 1923. Vanaf dan begon Thonet avondlessen in decoratieve en ornamentale kunst te volgen aan de Koninklijke Academie voor Schone Kunsten van Brussel. In 1926 stierf ook haar moeder en was ze genoodzaakt om haar studies te beëindigen. Om in haar levensonderhoud te voorzien, ging ze aan de slag bij een fotograaf.
In 1930 trouwde ze met Louis Bonnet, een vertegenwoordiger van zijde, afkomstig uit de streek van het Franse Lyon. Dankzij haar huwelijk kon ze zich opnieuw concentreren op de schilderkunst, aanvankelijk als autodidact in de figuratieve kunst waarbij ze vooral kinderportretten en haven- en stadsgezichten schilderde.
Vanaf 1936 volgde ze les aan de kunstacademie van Sint-Joost-ten-Node onder Jacques Maes. Zij ontmoette er Louis Van Lint en Gaston Bertrand die vrienden voor het leven werden. In 1938 verliet Thonet, die sinds haar huwelijk schilderde onder de naam van haar echtgenoot, de academie. De drie vrienden schilderden in een animistische stijl als tegenkanting tegen het opkomende surrealisme en exposeerden dat jaar voor een eerste keer samen. In 1939 richtten ze samen de kunstenaarsvereniging La Route Libre op. Twee jaar later waren de drie eveneens betrokken bij de oprichting van de groep Apport waarbij kunstcriticus Robert Delevoy de drijvende kracht was en waarbij onder meer Mig Quinet zich aansloot. De eerste tentoonstelling van deze groep vond plaats in het Paleis voor Schone Kunsten te Brussel in 1941. Ze ontmoette in die periode Edgard Tytgat onder wiens invloed ze overging naar het expressionisme.
In 1945 was ze een van de medeoprichters van de kunstenaarsvereniging La Jeune Peinture Belge, samen met onder meer Pierre Alechinsky, Gaston Bertrand, Jan Cox, Jules Lismonde, Marc Mendelson en Louis Van Lint. Hun stijl evolueerde van het postexpressionisme naar allerlei vormen van abstracte kunst. Vanaf 1951 was Bonnet eveneens lid van de kunstenaarsvereniging Kunst van Heden.
Onder invloed van de schilder Jean Brusselmans en geïnspireerd door Piet Mondriaan en Paul Klee kwam ze tot een zachte abstracte schilderkunst met een zeer poëtische sfeer, waarin ze veel grijs- en okertinten gebruikte, vermengd met zachte schakeringen. Vanaf 1950 exposeerde Bonnet regelmatig in het binnen- en het buitenland, onder meer in 1951 en 1953 in het Paleis voor Schone Kunsten van Brussel, in 1951 in Luik, in 1953 in Antwerpen, in 1954 in Parijs en Berlijn en in 1957 in Aken. Haar werk werd geselecteerd voor documenta II, die in 1959 in het Duitse Kassel plaatsvond. Ook voor de Biënnale van Venetië van 1948 en 1956 en de Biënnale van São Paulo van 1953 werd haar werk geselecteerd.
Bonnet overleed op 52-jarige leeftijd na een slepende ziekte. Diverse overzichtstentoonstellingen werden georganiseerd: in 1963 in het Paleis voor Schone Kunsten van Charleroi en in het Luikse Museum voor Schone Kunsten, in 1975 in het Maloukasteel in Sint-Lambrechts-Woluwe en in 2000 in Eigenbrakel.

## Musea
Schilderijen van Bonnet zijn in het bezit van volgende musea:
- Koninklijke Musea voor Schone Kunsten van België, verscheidene werken
- Koninklijk Museum voor Schone Kunsten Antwerpen, Haven in blauw (1950)
- Museum van Elsene
- Museum voor Schone Kunsten (Luik)
- Musée des Beaux-Arts et de la Céramique (Verviers)